# Mefjordbotn
Mefjordbotn est une localité du comté de Troms, en Norvège.

## Géographie
Administrativement, Mefjordbotn fait partie de la kommune de Berg.